# 順風礁
順風礁，為台灣澎湖縣白沙鄉的一座島嶼，面積約0.0142平方公里。島嶼位在白沙鄉後寮村和通梁村北方800公尺處，島上設有一導航標幟燈。